# Campeonato Mundial de Lucha de 1985
El XXXVIII Campeonato Mundial de Lucha se realizó en dos sedes diferentes: la lucha grecorromana en Kolbotn (Noruega) entre el 8 y el 11 de agosto y la lucha libre masculina en Budapest (Hungría) entre el 10 y el 13 de octubre de 1985. Fue organizado por la Federación Internacional de Luchas Asociadas (FILA) y las correspondientes federaciones nacionales de los países sedes respectivos.

## Resultados

### Lucha grecorromana
| Evento | Oro                          | Plata                     | Bronce                           |
| ------ | ---------------------------- | ------------------------- | -------------------------------- |
| 48 kg  | Majiaddin Alajverdiyev URSS  | Bratan Tsenov Bulgaria    | Csaba Vadász · Hungría           |
| 52 kg  | Jon Rønningen · Noruega      | Minseit Tazetdinov URSS   | Mihai Cișmaș Rumania             |
| 57 kg  | Stoyan Balov Bulgaria        | Oganes Arutiunian URSS    | Amadoris González Labrada · Cuba |
| 62 kg  | Zhivko Vanguelov Bulgaria    | Bogusław Klozik · Polonia | Gheorghe Savu Rumania            |
| 68 kg  | Ștefan Negrișan Rumania      | Mijail Prokudin URSS      | James Martinez Estados Unidos    |
| 74 kg  | Mijail Mamiashvili URSS      | Ştefan Rusu Rumania       | Jouko Salomäki · Finlandia       |
| 82 kg  | Bogdan Daras · Polonia       | Abdulbasir Battalov URSS  | Klaus Mysen · Noruega            |
| 90 kg  | Michael Houck Estados Unidos | Igor Kanyguin URSS        | Atanas Komshev Bulgaria          |
| 100 kg | Andrei Dimitrov Bulgaria     | Tamás Gáspár · Hungría    | Anatoli Fedorenko URSS           |
| 130 kg | Igor Rostorotski URSS        | Ioan Grigoraș Rumania     | Ranguel Guerovski Bulgaria       |

### Lucha libre
| Evento | Oro                           | Plata                         | Bronce                           |
| ------ | ----------------------------- | ----------------------------- | -------------------------------- |
| 48 kg  | Kim Chol-Hwan Corea del Norte | Mayid Torkan Irán             | Vasili Gogolev URSS              |
| 52 kg  | Valentin Yordanov Bulgaria    | Minatula Daibov URSS          | Mitsuru Sato Japón               |
| 57 kg  | Serguei Beloglazov URSS       | Kevin Darkus Estados Unidos   | Gueorgui Kalchev Bulgaria        |
| 62 kg  | Viktor Alexeyev URSS          | Avirmediin Enjee Mongolia     | Alben Kumbarov Bulgaria          |
| 68 kg  | Arsen Fadzayev URSS           | Buyandelgueriin Bold Mongolia | Pat Sullivan · Canadá            |
| 74 kg  | Raúl Cascaret Fonseca · Cuba  | David Schultz Estados Unidos  | Lodoin Enjbayar Mongolia         |
| 82 kg  | Mark Schultz Estados Unidos   | Alexandar Nanev Bulgaria      | Alexandr Tambovtsev URSS         |
| 90 kg  | William Scherr Estados Unidos | Roland Dudziak RDA            | Ali Aliev Bulgaria               |
| 100 kg | Leri Jabelov URSS             | Clark Davis · Canadá          | Uwe Neupert RDA                  |
| 130 kg | Davit Gobedzhishvili URSS     | József Balla · Hungría        | Bruce Baumgartner Estados Unidos |

## Medallero
| Núm. | País            | Oro | Plata | Bronce | Total |
| ---- | --------------- | --- | ----- | ------ | ----- |
| 1    | URSS            | 8   | 6     | 3      | 17    |
| 2    | Bulgaria        | 4   | 2     | 5      | 11    |
| 3    | Estados Unidos  | 3   | 2     | 2      | 7     |
| 4    | Rumania         | 1   | 2     | 2      | 5     |
| 5    | Polonia         | 1   | 1     | 0      | 2     |
| 6    | Cuba            | 1   | 0     | 1      | 2     |
| 6    | Noruega         | 1   | 0     | 1      | 2     |
| 8    | Corea del Norte | 1   | 0     | 0      | 1     |
| 9    | Hungría         | 0   | 2     | 1      | 3     |
| 9    | Mongolia        | 0   | 2     | 1      | 3     |
| 11   | RDA             | 0   | 1     | 1      | 2     |
| 11   | Canadá          | 0   | 1     | 1      | 2     |
| 13   | Irán            | 0   | 1     | 0      | 1     |
| 14   | Finlandia       | 0   | 0     | 1      | 1     |
| 14   | Japón           | 0   | 0     | 1      | 1     |
|      | TOTAL           | 20  | 20    | 20     | 60    |